# Championnats d'Europe de cyclisme sur piste juniors et espoirs 2013
Navigation
Championnats d'Europe 2012 Championnats d'Europe 2014
Les Championnats d'Europe de cyclisme sur piste juniors et espoirs 2013 se sont déroulés du 9 au 14 juillet 2013 à Anadia au Portugal.

## Résultats

### Juniors
| Épreuves               | Or                                                                               | Or       | Argent                                                                         | Argent   | Bronze                                                                              | Bronze   |
| ---------------------- | -------------------------------------------------------------------------------- | -------- | ------------------------------------------------------------------------------ | -------- | ----------------------------------------------------------------------------------- | -------- |
| Épreuves masculines    |                                                                                  |          |                                                                                |          |                                                                                     |          |
| Kilomètre              | Alexander Dubchenko (RUS)                                                        | 1:02.807 | Maximilian Dörnbach (GER)                                                      | 1:03.483 | Thomas Copponi (FRA)                                                                | 1:03.799 |
| Keirin                 | Alexander Dubchenko (RUS)                                                        |          | Jan May (GER)                                                                  |          | Uladzislau Novik (BLR)                                                              |          |
| Vitesse individuelle   | Maximilian Dörnbach (GER)                                                        |          | Svajunas Jonauskas (LTU)                                                       |          | Sergey Gorlov (RUS)                                                                 |          |
| Vitesse par équipes    | Allemagne Maximilian Dörnbach Jan May Patryk Rahn                                | 45.473   | Russie Alexander Dubchenko Vladislav Fedin Alexey Lysenko                      | 45.847   | Pologne Patryk Rajkowski Mateusz Rudyk Jakub Stecko                                 | 46.248   |
| Poursuite individuelle | Pavel Chursin (RUS)                                                              | 3:22.205 | Valentin Madouas (FRA)                                                         | 3:23.241 | Corentin Ermenault (FRA)                                                            | 3:22.756 |
| Poursuite par équipes  | Russie Andrey Prostokishin Sergei Mosin Dmitri Strakhov Timur Gizzatullin        | 4:10.681 | France Valentin Madouas Corentin Ermenault Jordan Levasseur Clément Barbeau    | 4:13.068 | Suisse Patrick Müller Nico Selenati Chiron Keller Simon Bruhlmann                   | 4:16.222 |
| Américaine             | France Jordan Levasseur Corentin Ermenault                                       | 18 pts   | Ukraine Roman Gladysh Vladislav Kreminskyi                                     | 14 pts   | France Clément Barbeau Lucas Destang                                                | 14 pts   |
| Course aux points      | Pavel Chursin (RUS)                                                              | 29 pts   | Seid Lizde (ITA)                                                               | 18 pts   | Matthias Osei Vertez (BEL)                                                          | 13 pts   |
| Scratch                | Maxim Andreev (RUS)                                                              |          | Rui Oliveira (POR)                                                             |          | Zísis Soúlios (GRE)                                                                 |          |
| Omnium                 | Lindsay De Vylder (BEL)                                                          | 29 pts   | Riccardo Minali (ITA)                                                          | 29 pts   | Jordan Levasseur (FRA)                                                              | 30 pts   |
| Épreuves féminines     |                                                                                  |          |                                                                                |          |                                                                                     |          |
| 500 mètres             | Mélissandre Pain (FRA)                                                           | 35.387   | Doreen Heinze (GER)                                                            | 36.261   | Tatiana Kiseleva (RUS)                                                              | 36.295   |
| Keirin                 | Mélissandre Pain (FRA)                                                           |          | Nicky Degrendele (BEL)                                                         |          | Kyra Lamberink (NED)                                                                |          |
| Vitesse individuelle   | Mélissandre Pain (FRA)                                                           |          | Nicky Degrendele (BEL)                                                         |          | Doreen Heinze (GER)                                                                 |          |
| Vitesse par équipes    | Russie Tatiana Kiseleva Ekaterina Rogovaya                                       | 35.664   | Allemagne Doreen Heinze Lisa Klein                                             | 36.196   | Belgique Nicky Degrendele Catherine Wernimont                                       | 35.699   |
| Poursuite individuelle | Lotte Kopecky (BEL)                                                              | 2:28.679 | Olena Demydova (UKR)                                                           | 2:31.361 | Michela Maltese (ITA)                                                               | 2:28.865 |
| Poursuite par équipes  | Italie Arianna Fidanza Francesca Pattaro Michela Maltese Maria Vittoria Sperotto | 4:40.109 | Russie Natalia Mozharova Anastasia Buchneva Svetlana Vasilieva Maria Kantcyber | 4:42.767 | Belgique Kaat Van Der Meulen Lotte Kopecky Jesse Vandenbulcke Saartje Vandenbroucke | 4:41.886 |
| Course aux points      | Lotte Kopecky (BEL)                                                              | 29 pts   | Kaat Van der Meulen (BEL)                                                      | 16 pts   | Bianca Lust (NED)                                                                   | 13 pts   |
| Scratch                | Claudia Cretti (ITA)                                                             |          | Natasha Grillo (ITA)                                                           |          | Kaat Van der Meulen (BEL)                                                           |          |
| Omnium                 | Lucja Pietrzak (POL)                                                             | 21 pts   | Edita Mazurevičiūtė (LTU)                                                      | 26 pts   | Soline Lamboley (FRA)                                                               | 26 pts   |

### Espoirs
| Épreuves               | Or                                                                         | Or       | Argent                                                               | Argent   | Bronze                                                                              | Bronze   |
| ---------------------- | -------------------------------------------------------------------------- | -------- | -------------------------------------------------------------------- | -------- | ----------------------------------------------------------------------------------- | -------- |
| Épreuves masculines    |                                                                            |          |                                                                      |          |                                                                                     |          |
| Kilomètre              | Robin Wagner (CZE)                                                         | 1:01.917 | Eric Engler (GER)                                                    | 1:02.015 | Krzysztof Maksel (POL)                                                              | 1:02.085 |
| Keirin                 | Pavel Kelemen (CZE)                                                        |          | Benjamin Edelin (FRA)                                                |          | Erik Balzer (GER)                                                                   |          |
| Vitesse individuelle   | Pavel Kelemen (CZE)                                                        |          | Erik Balzer (GER)                                                    |          | Hugo Haak (NED)                                                                     |          |
| Vitesse par équipes    | Allemagne Erik Balzer Eric Engler Max Niederlag                            | 44.286   | Tchéquie Pavel Kelemen Robin Wagner Jakub Vyvoda                     | 44.854   | Pays-Bas Matthijs Büchli Jeffrey Hoogland Hugo Haak                                 | 44.653   |
| Poursuite individuelle | Stefan Küng (SUI)                                                          | 4:21.338 | Alexander Evtushenko (RUS)                                           | 4:26.428 | Ryan Mullen (IRL)                                                                   | 4:25.371 |
| Poursuite par équipes  | Suisse Tom Bohli Théry Schir Frank Pasche Stefan Küng                      | 4:02.466 | France Fabien Le Coguic Julien Morice Bryan Coquard Romain Le Roux   | 4:07.870 | Tchéquie Ondřej Vendolský František Sisr Denis Rugovac Ondřej Rybín                 | 4:08.841 |
| Américaine             | France Bryan Coquard Thomas Boudat                                         | 19 pts   | Suisse Théry Schir Stefan Küng                                       | 16 pts   | Russie Ivan Savitskiy Andrey Sazanov                                                | 13 pts   |
| Course aux points      | Thomas Boudat (FRA)                                                        | 56 pts   | Théry Schir (SUI)                                                    | 44 pts   | Raman Ramanau (BLR)                                                                 | 38 pts   |
| Scratch                | Anton Muzychkin (BLR)                                                      |          | Bryan Coquard (FRA)                                                  |          | Ryan Mullen (IRL)                                                                   |          |
| Omnium                 | Jasper De Buyst (BEL)                                                      | 18 pts   | Casper Michael Folsach (DEN)                                         | 24 pts   | Thomas Boudat (FRA)                                                                 | 24 pts   |
| Épreuves féminines     |                                                                            |          |                                                                      |          |                                                                                     |          |
| 500 mètres             | Elis Ligtlee (NED)                                                         | 34.020   | Daria Shmeleva (RUS)                                                 | 34.622   | Tania Calvo (ESP)                                                                   | 34.629   |
| Keirin                 | Shanne Braspennincx (NED)                                                  |          | Olivia Montauban (FRA)                                               |          | Yesna Rijkhoff (NED)                                                                |          |
| Vitesse individuelle   | Anastasiia Voinova (RUS)                                                   |          | Tania Calvo (ESP)                                                    |          | Elis Ligtlee (NED)                                                                  |          |
| Vitesse par équipes    | Pays-Bas Shanne Braspennincx Elis Ligtlee                                  | 33.772   | Russie Ekaterina Gnidenko Anastasiia Voinova                         | 33.807   | Grande-Bretagne Rebecca James Victoria Williamson                                   | 34.510   |
| Poursuite individuelle | Laura Trott (GBR)                                                          | 3:32.478 | Elinor Barker (GBR)                                                  | 3:37.468 | Lucie Zaleska (CZE)                                                                 | 3:40.894 |
| Poursuite par équipes  | Russie Maria Mishina Svetlana Kashirina Aleksandra Chekina Gulnaz Badykova | 4:37.691 | Ukraine Inna Metalnikova Hanna Solovey Anzela Pryimak Olena Demydova | 4:42.393 | Italie Elena Cecchini Beatrice Bartelloni Maria Giulia Confalonieri Chiara Vannucci | 4:37.222 |
| Course aux points      | Laura Trott (GBR)                                                          | 41 pts   | Elinor Barker (GBR)                                                  | 32 pts   | Maria Giulia Confalonieri (ITA)                                                     | 30 pts   |
| Scratch                | Maria Giulia Confalonieri (ITA)                                            |          | Laurie Berthon (FRA)                                                 |          | Lucie Zaleska (CZE)                                                                 |          |
| Omnium                 | Laura Trott (GBR)                                                          | 20 pts   | Laurie Berthon (FRA)                                                 | 24 pts   | Lucie Zaleska (CZE)                                                                 | 25 pts   |

## Tableau des médailles
| Rang  | Nation      | Or | Argent | Bronze | Total |
| ----- | ----------- | -- | ------ | ------ | ----- |
| 1     | Russie      | 9  | 5      | 3      | 17    |
| 2     | France      | 6  | 8      | 6      | 20    |
| 3     | Belgique    | 4  | 3      | 4      | 11    |
| 4     | Allemagne   | 3  | 6      | 2      | 11    |
| 5     | Italie      | 3  | 3      | 3      | 9     |
| 6     | Royaume-Uni | 3  | 2      | 1      | 6     |
| 7     | Tchéquie    | 3  | 1      | 4      | 8     |
| 8     | Pays-Bas    | 3  | 0      | 6      | 9     |
| 9     | Suisse      | 2  | 2      | 1      | 5     |
| 10    | Pologne     | 1  | 0      | 2      | 3     |
| 10    | Biélorussie | 1  | 0      | 2      | 3     |
| 12    | Ukraine     | 0  | 3      | 0      | 3     |
| 13    | Lituanie    | 0  | 2      | 0      | 2     |
| 14    | Espagne     | 0  | 1      | 1      | 2     |
| 15    | Danemark    | 0  | 1      | 0      | 1     |
| 15    | Portugal    | 0  | 1      | 0      | 1     |
| 17    | Irlande     | 0  | 0      | 2      | 2     |
| 18    | Grèce       | 0  | 0      | 1      | 1     |
| Total | Total       | 38 | 38     | 38     | 114   |